# Sir Banu Yas
L'illa de Sir Banu Yas (àrab: جزيرة صير بني ياس, jazĩrat Ṣīr Banī Yās) és una illa de l'emirat d'Abu Dhabi propera a la seva costa oriental, als Emirats Àrabs Units.
Té forma oval amb una superfície d'11 km de nord a sud i de 8,5 km d'est a oest. Té tres poblets: al nord Sahr, a l'oest Awafi, i el sud-est Dasah. La zona central disposa d'uns turons entre els que destacan el Sydeny (125 metres), el Stewart (129 metres) i el Zaquiq (118 metres). Dasah, amb el seu khor, està limitada pel cap Al-Buwaytir, i la punta sud, a uns 3 km, és el Ras Khuzairiyah. La seva superfícies és de 230 km².
És una illa salina formada pels sediments al període Cambrià. La seva altura màxima és de 129 metres al turó Stewart. Hi ha proves d'ocupació d'uns 5000 anys abans de Crist i un lloc de l'edat del bronze de vers el 2000 aC. Hi queden restes de poblament per pescadors musulmans. S'han trobar les ruïnes d'un temple cristià nestorià del segle v o VI, que és l'única prova de cristianisme als emirats anterior a l'arribada de l'islam.
La primera vegada que fou referència a Europa ho fou pel joier Venecià Gaparo Balbi vers el 1580 amb el nom de Sirbeniat. A l'hivern hi habitaven la tribu dels Banu Yas però a l'estiu s'omplia de pescadors de perles del que avui són els Emirats i Qatar. Al segle xviii va quedar en mans de la tribu dels Banu Yas que li van donar el seu nom i com tota la tribu, va pertànyer a l'emir d'Abu Dhabi i va restar sota protectorat britànic a partir de 1892 i fins al 1971. El 1930 Qatar i Abu Dhabi se la van disputar i finalment el 1961 es va arribar a una solució ratificada el 1969, que deixava Haluf, al-Ashat i Shirauh a Qatar i Dayyinah i Sir Bani Yas a Abu Dhabi. El 1971 aquest darrer emirat va passar a ser el principal constituent dels Emirats Àrabs Units.
Vers 1975 fou declarada per l'emir parc de la vida salvatge i reserva de la natura i es va crear un lloc per animals en perill de tota la zona d'Aràbia oriental: l'òrix d'Aràbia (Oryx leucoryx), la gasela de la muntanya (Gazella gazella), la gasela de l'arena (Gazella subgutturosa), i altres. També alguns ocells són cuidats en captivitat o en semillibertat (1250 espècies d'ocells s'han vist a l'illa). A l'illa es van plantar dos milions d'arbres d'espècies de zones àrides, per afavorir el poblament pels animals; també s'ha iniciat un Project pel cultiu de cítrics i altres fruites.